# Accuracy International
Accuracy International, сокращённо AI — британский производитель огнестрельного оружия. Компания известна по выпуску серии высокоточных снайперских винтовок Accuracy International Arctic Warfare. Штаб-квартира находится в Портсмуте (Хэмпшир, Англия). С самого начала AI пережила множество реорганизаций: от частной компании до вхождения её в оружейный консорциум и до обратного выкупа. Спортивные успехи Малкома с винтовками AI позволили компании занять нишу поставщика высокоточных и надежных снайперских винтовок. В список клиентов компании вошли военизированные и правоохранительные структуры ряда стран. Компания развила свой успех благодаря значительным инвестициям в технологии и людей, улучшения производственных процессов.
По состоянию на 2019 год снайперские винтовки под маркой Accuracy International приняты на вооружение силовых структур в ряде стран мира, покупатели оружия компании находятся более чем в 60 странах мира.

## История
Компания была основана в 1978 году конструкторами оружия Дейв Уоллсом (англ. Dave Walls) и Дэйвидом Кэйгом (англ. Dave Caig), также в руководство компании вошли Малкольм Купер, Сара Купер, Мартин Кэй.
Деятельность компании началась с того момента, когда Дейв Уоллс и Дэвид Кейг (на тот момент коллеги по работе и энтузиасты-стрелки) решили попробовать свои силы в создании рабочих копий револьверов Кольта 1860 и 1873 годов. Работая над проектом они познакомились с стрелком-спортсменом Малькольмом Купером. Их воссозданное с нуля оружие стало настолько успешным, что они решили основать свою собственную компанию. Дейв Уоллс, Дэвид Кейг и Малкольм Купер стали основными учредителями и движущей силой AI, а руководителем компании стал Купер. В качестве первого образца, была разработана сверхточная спортивная винтовка. В то время Купер почти не получал спонсорских денег, и ему приходилось самому финансировать, как собственную спортивную карьеру, так и производственную деятельность.
Сотрудничество с компанией Steyr-Daimler-Puch в создании Steyr AUG позволило получить опыт использования в производстве оружия современных материалов — полимеров и лёгких металлических сплавов. На основе полученного опыта была разработана новая винтовка AI PM, которая позволила компании участвовать в конкурсе в начале 1980-х годов на поставку в британские войска замены снайперской винтовки L42A1. В финале AI PM опередила образец M85 компании Parker-Hale и была принята на вооружение под обозначением L96.
Малкольм Купер с винтовками AI стал обладателем золотых медалей на летних Олимпийских играх 1984 года в Лос-Анджелесе и на летних Олимпийских играх 1988 года в Сеуле. Также стал чемпионом мира в 1986 году по стрельбе из стандартной винтовки на 300 м.
В 1988 году Accuracy International выиграла конкурс на поставку снайперских винтовок в шведскую армию. Главным условием конкурса было требование безотказной работы в условиях суровой скандинавской погоды. Для участия в этом конкурсе инженеры перепроектировали модель AI PM (L96). Чтобы подчеркнуть работоспособность в условиях отрицательных температур полученной винтовки, она была названа Arctic Warfare. В шведской армии эту винтовку ввели в эксплуатацию под обозначением PSG 90 (Prickskyttegevär).
После рассмотрения винтовки PSG 90 представителями британской армии, она была принята на вооружение после незначительных изменений под обозначением L96A1. Затем данные винтовки под разными обозначениями были приняты и в других армиях Европы, в том числе бундесвере под обозначением G22. На основе AI PM, с учётом всего опыта производства винтовок для разных стран, была создана серия высокоточных снайперских винтовок, способных работать при низких температурах, названная AW (Arctic Warfare) — имя унаследовано от PSG 90, созданной для шведской армии.
В 2001 году Малкольм Купер умер и компания начала испытывать некоторые трудности. К концу 2004 года AI находилась на грани закрытия, а часть персонала уволена. В 2005 году Accuracy International была вынуждена объявить о банкротстве. В этом же году компания была передана британскому оружейному консорциуму. Компанию возглавил Том Ирвин, а команда разработчиков вернулась на свои посты. В этом же году Accuracy International представила свою новую полуавтоматическую армейскую винтовку AS50 под патрон .50 BMG на SHOT Show 2005.

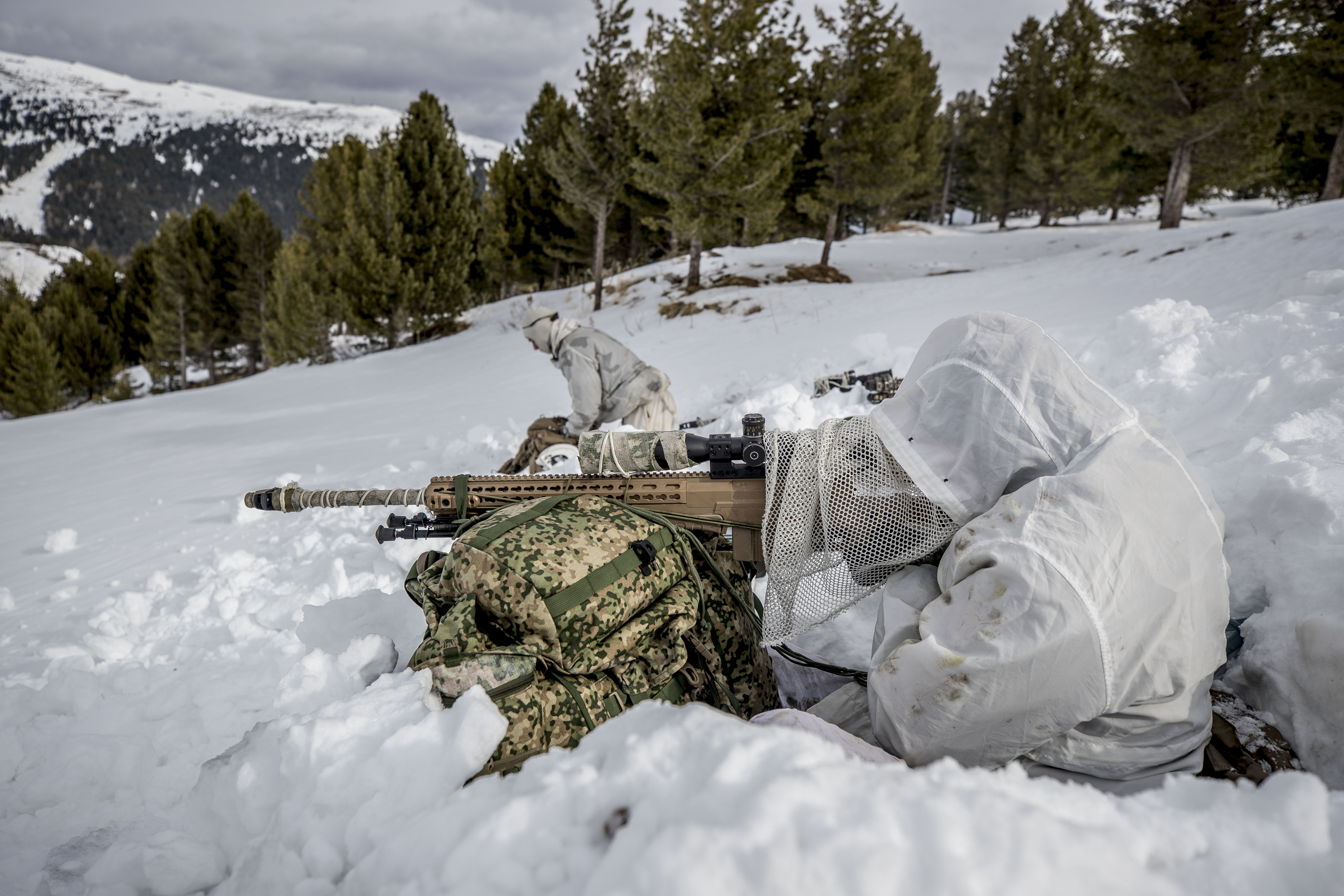
Стрелковые учения Австрийской армии с винтовками AXMC, Юденбург, Австрия, 20 февраля 2019 года

В марте 2008 года правительство Великобритании объявило о заключении контракта с Accuracy International на поставку винтовок для британской армии на 11 миллионов фунтов стерлингов.
В 2010 году была представлена новая серия винтовок AX на Shot Show 2010 в Лас-Вегасе.
В 2014 году компания была выкуплена директорами AI Дейвом Уиллисом и Томом Ирвином, вместе с Полом Бэгшоу. Дейв Кейг остался в бизнесе в качестве консультанта. Отделение AI в Соединенных Штатах называется Accuracy International USA. Поставлять вооружение в США также имеют лицензию и два других подразделения Accuracy International — Eurooptic и Mile High Shooting.

## Продукция
Винтовки производства Accuracy International изготовляются вручную. Успех винтовок напрямую зависит от заложенных конструктивных решений, которые позволяют винтовкам быть максимально точным и простым в использовании. В новых версиях винтовок, включая AX, AT и AXMC, предусмотрена обновлённая система смены стволов, позволяющая поменять его менее чем за одну минуту.
- AI PM
  - L96 (для Англии)

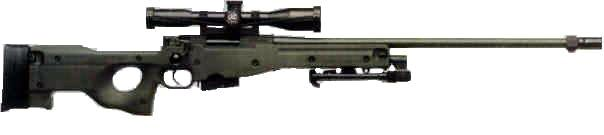
PSG 90

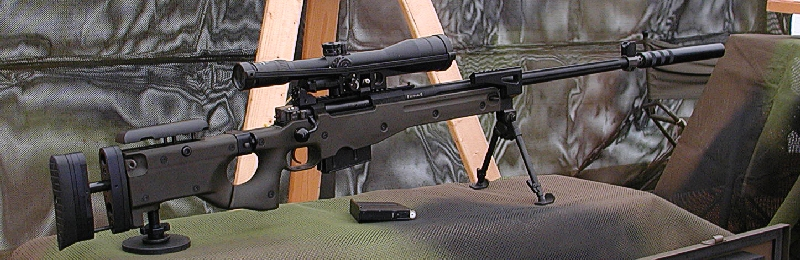
G22-Scharfschützen-Gewehr der Bundeswehr

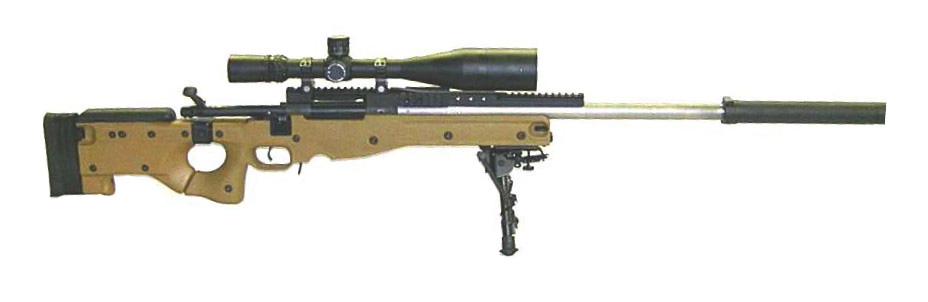
Mk.13 MOD 5

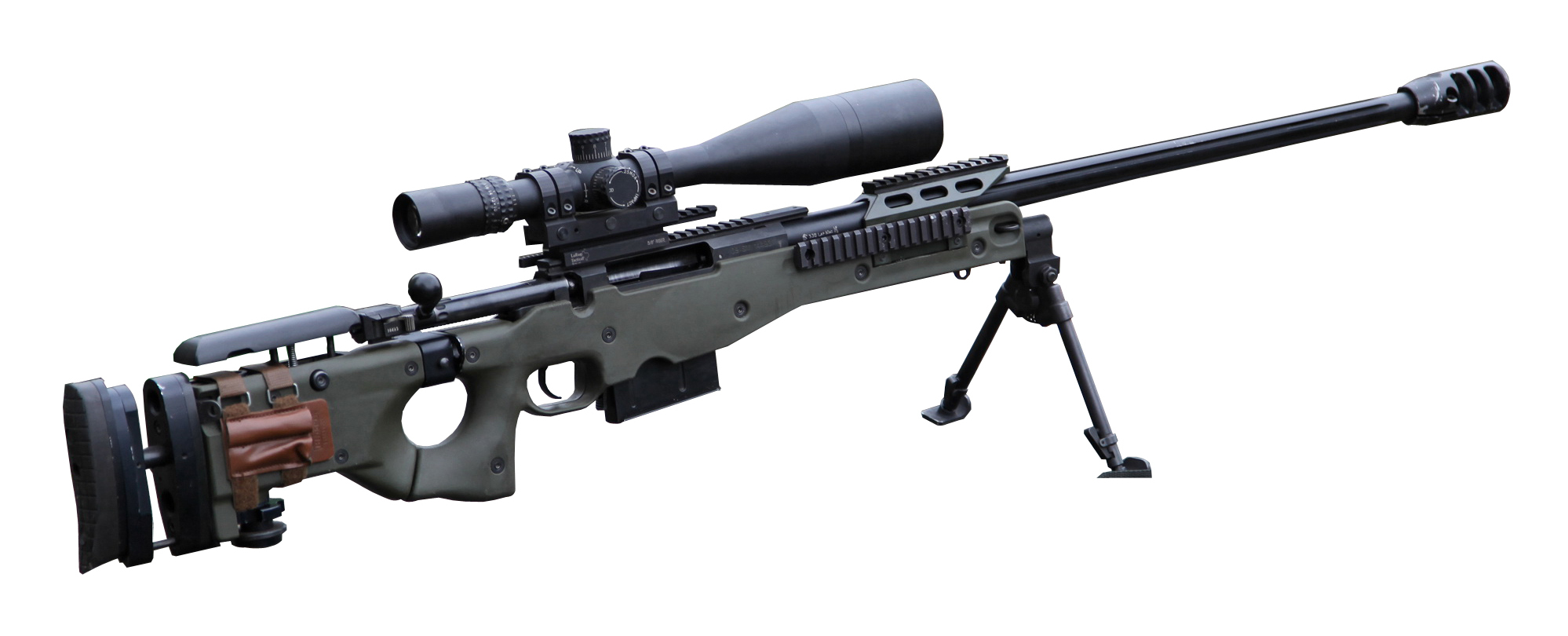
AWM-338

  - PSG 90 (для Швеции) Arctic Warfare
  - L96A1 (для Англии)
  - G22 (для Бундесвера)
- Серия AW Arctic Warfare (дальнейшее развитие AI PM)
  - AWM (под патрон Magnum)
  - AWP / AE (для полиции)
  - AW50 (под патрон .50 BMG)
  - AW50F (со складным прикладом, первоначально для Австралии)
- Серия AX
  - AX308 (под патрон .308)
  - AX338 (под патрон Magnum)
  - AX50 (под патрон .50 BMG)
- Серия AS
  - AS50 (под патрон .50 BMG)
- Серия AT

Обновлённые серии
- Серия AWSM
- Серия AXMC

## Рекорды
На винтовке AWSM в мае 2017 года был установлен мировой рекорд по самому дальнему подтвержденному попаданию в цель.